# Meall Dearg
Meall Dearg är ett berg i Storbritannien.   Det ligger i kommunen Highland och riksdelen Skottland, i den nordvästra delen av landet, 600 km nordväst om huvudstaden London. Toppen på Meall Dearg är 953 meter över havet.
Terrängen runt Meall Dearg är huvudsakligen kuperad, men norrut är den bergig.Runt Meall Dearg är det mycket glesbefolkat, med 4 invånare per kvadratkilometer. Närmaste större samhälle är Fort William, 16,5 km norr om Meall Dearg. Trakten runt Meall Dearg består i huvudsak av gräsmarker.